# Visions fugitives

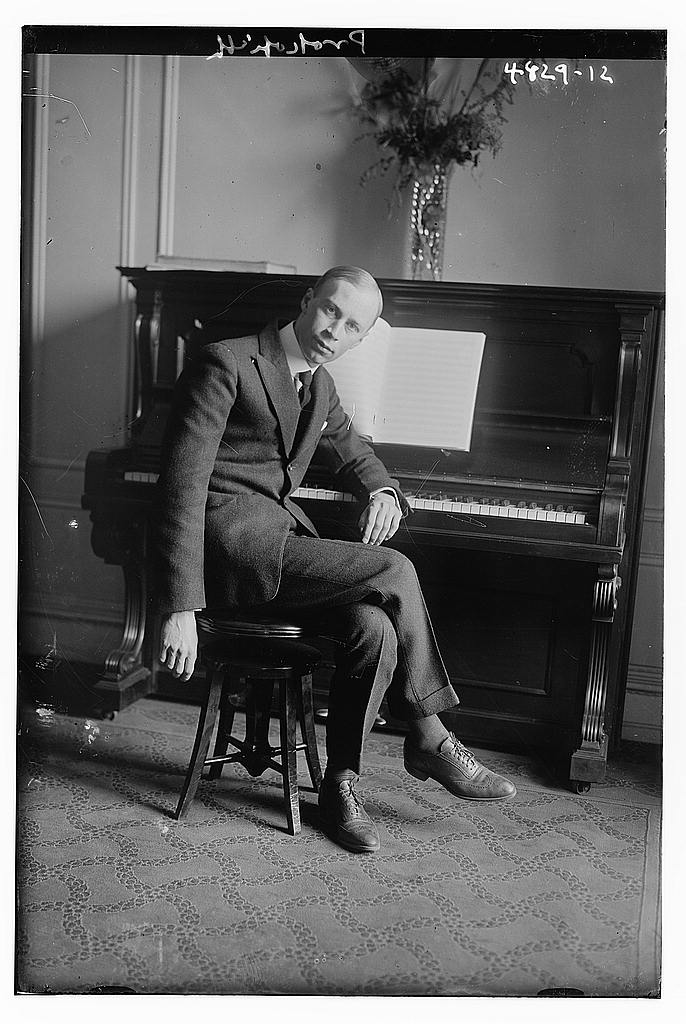
Serguéi Prokófiev en 1918, año de la creación de Visions fugitives op.22.

Visions fugitives, Op. 22, son una serie de piezas cortas para piano compuestas por el compositor ruso Serguéi Prokófiev (1891-1953) entre 1915 y 1917. Fueron interpretados por primera vez por Prokófiev el 15 de abril de 1918 en Petrogrado. Fueron compuestas de forma individual, la mayoría de manera específica para amigos de Prokófiev. En agosto de 1917, Prokófiev tocó para el poeta ruso Konstantín Balmont, entre otros, en la casa de un amigo mutuo. Balmont se inspiró para componer un soneto al momento, tildado de «una magnífica improvisación» por Prokófiev, quien nombró las piezas «Mimolyotnosti» a partir de estas líneas del poema de Balmont: «En cada visión fugaz veo mundos, Llenos del juego voluble del arco iris». Un francés amigo que habla en la casa, Kira Nikoláyevna, inmediatamente proporcionado una traducción al francés de las piezas: Visions Fugitives. Prokófiev a menudo tocaba un par de ellas de corrido como bises al final de sus actuaciones.
Las piezas contienen armonías disonantes, de naturaleza similar a la música compuesta por contemporáneos de Prokófiev como Schönberg y Skriabin, aunque mantiene todavía conceptos muy originales tanto en tonalidad como en ritmo. Las piezas son viñetas musicales caprichosas y, aunque disonantes, son agradables, efervescentes, y claras, como si Prokófiev hubiera querido mostrar un lado más lento, más alegre de su imaginativa personalidad. El efecto general es el del estilo impresionista, no muy diferente de una obra de Debussy; de hecho, muchos de los movimientos son similares en estilo y sonido. Debido a la uniforme suavidad de la pieza, los intérpretes deben tener mucha paciencia y estar dispuesto a trabajar en la relativamente difícil técnica necesaria para capturar la esencia de este trabajo.
Debido a que los movimientos individuales son tan cortos (duran alrededor de uno o dos minutos), la mayoría de las actuaciones incluyen un grupo de movimientos. Una presentación completa tiene una duración de entre dieciocho a veinte minutos, pero debido a la lenta, expresiva de la naturaleza de estas piezas, la duración entre intérpretes puede variar considerablemente (en relación, por supuesto, a la corta longitud de estos movimientos).

## Lista de movimientos por nombre (tempi)
- 1.   Lentamente
- 2.   Andante
- 3.   Allegretto
- 4.   Animato
- 5.   Molto giocoso
- 6.   Con eleganza
- 7.   Pittoresco (Arpa)
- 8.   Comodo
- 9.   Allegro tranquillo
- 10.   Ridicolosamente
- 11.   Con vivacità
- 12.   Assai moderato
- 13.   Allegretto
- 14.   Feroce
- 15.   Inquieto
- 16.   Dolente
- 17.   Poetico
- 18.   Con una dolce lentezza
- 19.   Presto agitatissimo e molto accentuato
- 20.   Lento irrealmente